# Ricardo Fornesa i Puigdemasa
 (septembre 2013).
Si vous disposez d'ouvrages ou d'articles de référence ou si vous connaissez des sites web de qualité traitant du thème abordé ici, merci de compléter l'article en donnant les références utiles à sa vérifiabilité et en les liant à la section « Notes et références ».
Ricardo Fornesa i Puigdemasa fut vicaire d'Urgell pendant la vacance du siège épiscopal de 1940 à 1943. Par conséquent il succède à Justí Guitart i Vilardebó en tant que coprince d'Andorr
e par intérim. Il est ensuite remplacé par l'évêque d'Urgell Ramon Iglesias y Navarri.